# Орлов, Михаил Евгеньевич
Михаи́л Евге́ньевич Орло́в (при рождении Гленн Майкл Соутер (Варианты написания фамилии на русском: Саузер, Саутер, англ. Glenn Michael Souther), 30 января 1957, Хаммонд, Индиана, США — 22 июня 1989, Москва, СССР) — американский военный моряк, по идейным соображениям сотрудничавший с советскими спецслужбами.

## Биография

### Ранние годы
Родился 30 января 1957 года в городе Хаммонд (штат Индиана, США) в семье среднего предпринимателя. Родители развелись, когда ему было четыре года. Воспитывался матерью.
В 1975 году поступил в университет, однако проучившись полгода бросил учёбу. Он поступил в школу военных фотографов, по окончании которой получил назначение в 6-й флот США.

### Служба в США
С 1977 по 1982 год Гленн Соутер проходил службу в разведывательном подразделении 6-го флота США, базировавшемся в Средиземном море Италии, являлся доверенным лицом по связям с общественностью, а также личным фотографом командующего флотом адмирала Кроу. Служил на авианосце «Нимиц», затем на штабных кораблях «Олбани» и «Пьюджет Саунд».
По словам самого Соутера, его первые сильные разочарования, связанные с политикой США, появились в период службы на авианосце «Нимиц». В то время как власти отрицали наличие ядерного оружия на корабле, он, по словам Соутера, «был напичкан им». Его возмущение вызывал и шпионаж в отношении Египта и Израиля, которые были союзниками США.
С 1983 года и по середину 1986 года Соутер проходил обучение на получение офицерского звания на военном факультете при университете «Олд Доминион» в Норфолке, и одновременно служил в качестве резервиста на базе ВМС США в том же Норфолке, где занимался обработкой материалов космической разведки.

### Сотрудничество с СССР
С юности Соутер интересовался культурой СССР, изучал и любил творчество Владимира Маяковского, читал Маркса. У него сформировался собственный взгляд на мир, в котором должны были царить справедливость, равенство, превосходство коллективизма над индивидуализмом.
Исходя из собственных убеждений в 1980 году Соутер обратился в советское посольство в Риме, где попросил помощи в получении советского гражданства. Он не просил политического убежища, не заявлял о каких либо преследованиях со стороны американских властей. Как вспоминает резидент КГБ в Риме Борис Соломатин, вербовавший Соутера: «Нет, он не вынашивал решения изменить родине — ему хотелось обрести новую». Соутер даже не считал свою работу на флоте США секретной.
Однако Соутер служил на авианосце «Нимиц», бывал на других военных кораблях, через его руки проходили секретные документы и фотографии. Поэтому советские спецслужбы весьма заинтересовались Соутером и предложили ему помощь в получении гражданства в обмен на секретные сведения. Однако после того, как он категорически отказался от материального вознаграждения за свои услуги, возникло подозрение, что это лишь подставной человек со стороны спецслужб США. Сам Соутер объяснял свой отказ от денег тем, что прежде всего борется с угрозой атомной войны, он желает быть полезным СССР, чтобы не допустить угрозы миру со стороны США.
Полученная от Гленна Соутера информация была подлинной, секретной и чрезвычайно важной. Он передавал советским спецслужбам секретные фотографии вооружения, планы передвижения кораблей флота, их вооружение, их задачи. Передавал критерии, по которым командование США оценивало допустимость нанесения ядерного удара. Позднее один из представителей американских спецслужб заявил: «Из-за Соутера и некоторых других мы могли бы проиграть войну Советам».
Работая на советские спецслужбы исключительно из убеждений, Соутер был исключительно способным и талантливым агентом. Пресс-секретарь Пентагона П. Уильямс в июле 1986 года (уже после побега Соутера в СССР) заявил, что до исчезновения Соутера американские контрразведывательные службы не располагали какими-либо достоверными сведениями относительно его сотрудничества с советской разведкой, хотя вели расследование по поводу некоторых подозрений его в шпионаже. Гленн Соутер даже успешно прошёл проверку на детекторе лжи для получения офицерского звания и допуска к секретным документам. Он получил допуск к списку целей на территории СССР, подлежащих ядерному поражению в случае военного конфликта. Этот список содержал около 150 тысяч различных советских объектов.
Однако после скандала, связанного с выявлением в США целой группы моряков, работавших на СССР, начался новый этап шпиономании, когда проверялись малейшие возможности выявления советских шпионов. Была поднята старая история, когда жена Соутера на вечеринке ещё 31 декабря 1982 года, в состоянии сильного алкогольного опьянения утверждала, что её муж работает на СССР. Ранее этим словам не придавалось значения, однако теперь они вызвали подозрение.
За Соутером было установлено наблюдение, которое длилось около года, но не дало успехов. Его неоднократно вызывали для бесед в местное отделение ФБР, где сначала беседовали о его взглядах на мир, на СССР, на советскую культуру. Позднее его вызывали уже на допросы, которые также ничего не дали. Тогда Соутеру было предложено пройти испытание детектором лжи, но уже по стандартам ФБР, а не ВМС, как ранее. Из-за возникшей угрозы ареста 9 июня 1986 года Соутер на самолете итальянской компании «Алиталия», имея обратный билет в США, вылетел в Рим, откуда советскими спецслужбами был переправлен в Москву.

### Жизнь в СССР
Указом Президиума Верховного Совета СССР от 2 октября 1986 года ему было официально предоставлено советское гражданство. Он сам выбрал себе новое имя: Орлов Михаил Евгеньевич. В заявлении о предоставлении гражданства Соутер написал: «Со всей ответственностью заявляю, что правительство США никогда ничего не сделает из искренних и честных побуждений для установления мира на земле до тех пор, пока не будет твердо уверено в своем полном военном превосходстве. США пренебрежительно относились и продолжают относиться к судьбам других народов».
Орлов-Соутер стал единственным из нелегальных агентов, который получил официальное звание офицера КГБ. Ему было присвоено звание майора. Ему были предоставлены квартира в Москве и дача в Подмосковье. Он активно занимался научной деятельностью, разработал собственную программу обучения английскому языку, много гулял по Москве, ездил в другие города СССР. Он познакомился с другими советскими разведчиками Кимом Филби и Джорджем Блейком и подружился с ними.
Многое в СССР ему нравилось: бесплатное образование и здравоохранение, хорошо развитый общественный транспорт, система соцобеспечения. Однако многое в СССР не оправдало его ожиданий. Наблюдая за перестройкой, в августе 1988 года он записал в дневнике: «Все вокруг становится тревожней. Повсюду начинаешь сталкиваться с нечестностью. Это просто невероятно! Я считаю, что так у нас настоящей перестройки не будет».
В 1987 году Михаил Орлов женился на Елене, преподавательнице английского языка из Института разведки, у них родилась дочь Александра.
11 июля 1988 года «Известия» официально заявили, что Соутер, о судьбе которого на родине не было точных сведений, получил советское гражданство, что он переехал в СССР из идейных соображений. Его навестили родственники из США, которые убедились, что Гленн Соутер действительно оказался в СССР добровольно. В середине 1988 года в одном из интервью он сказал так: «Сейчас у меня интересная работа, хорошие условия. Появляются новые друзья и, что немаловажно, серьёзные жизненные планы. Я вижу и чувствую, что живу в динамичном обществе, в котором много проблем, но и огромное желание решать эти проблемы. Гласность, демократия, перестройка становятся для меня, американца, близкими и по-новому осознанными понятиями».
20-го июля 1988 на ТЦ выходит программа с участием Соутера.
В начале 1989 года руководство КГБ ходатайствует о награждении Орлова орденом Дружбы с формулировкой «За выполнение важных заданий и значительный вклад в обеспечение и укрепление безопасности нашего государства».
Широкой общественности в СССР Соутер стал известен прежде всего после смерти, когда о нем вышли несколько телепередач и газетных статей.
Жена — Елена и дочь — Александра в 1992 г. по приглашению матери Гленна Майкла находились в США, где к ним проявляли интерес сотрудники ФБР.

### Самоубийство

Могила Орлова-Гленна на Кунцевском кладбище Москвы.

22 июня 1989 года, будучи один на даче, Орлов написал несколько предсмертных писем (матери, жене, дочери, Джорджу Блейку и коллегам из ПГУ), спустился в гараж, закрыл все двери и окна и завёл двигатель (задохнулся выхлопными газами). Он завещал похоронить себя в форме офицера КГБ. В почётном карауле на похоронах стояли руководители КГБ, в том числе председатель. Похоронен Орлов был на Кунцевском кладбище Москвы рядом с могилой Кима Филби.
Выдержки из прощальных писем:
«Это решение мое и только мое, оно есть следствие полного нервного перенапряжения. Я просто устал».
В письме к дочери он просит её «любить маму и быть для неё и нашей страны хорошим человеком и гражданином, а еще много трудиться».
Матери: «Обещай не забывать Сашу и мою жену».
В письме к коллегам-разведчикам, Орлов писал: «Я ни в коей мере не сожалею о наших отношениях. Они были продолжительными и помогли мне вырасти как личности. Все были терпимы и добры ко мне. Надеюсь, вы, как это было всегда, простите меня за то, что я не захотел пойти в последний бой».
Закончив с письмами, Орлов спустился в гараж, плотно закрыл двери и включил мотор своего автомобиля.
Попрощаться с Орловым-Соутером пришли руководящие работники КГБ, ПГУ, его коллеги-разведчики, руководители КГБ. В прощании принимал участие председатель КГБ СССР, член ЦК, генерал В. А. Крючков.
Ещё раньше в 1988 году Орлов-Соутер писал: «Россия была для меня тем местом, где я жил в своих мечтах, — страной, очаровавшей меня, невзирая на то, что мне порой бывало трудно и одиноко».

## Образ Соутера-Орлова в культуре
История американского офицера, работающего на СССР из убеждений, наделала немало шуму. Его жизни посвящено несколько книг и документальных фильмов.
- Фильм о Соутере в рамках передачи «Камера смотрит в мир». Ведущий Дмитрий Бирюков. 1987 г.
- Тайны разведки. Морской крот. НТВ. С.Корзун. 2004 г.
- Шпионы и предатели. Агент по имени Уго. ДТВ. В.Микеладзе. 2007 г
- Документальный детектив. Путь на Голгофу. Первый канал. В.Микеладзе.
- Документальный фильм Сергея Медвежева "Моряк невидимого фронта" 2019 г